# Gare de Coulombiers
La gare de Coulombiers est une gare ferroviaire française de la ligne de Saint-Benoît à La Rochelle-Ville, située sur le territoire de la commune de Coulombiers, dans le département de la Vienne, en région Nouvelle-Aquitaine.
Elle est mise en service en 1856 par la Compagnie du chemin de fer de Paris à Orléans (PO).
C'est une gare de la Société nationale des chemins de fer français (SNCF), fermée au service des voyageurs et ouverte au service des marchandises.

## Situation ferroviaire
Établie à 141 mètres d'altitude, la gare de Coulombiers est située au point kilométrique (PK) 14,364 de la ligne de Saint-Benoît à La Rochelle-Ville, entre les gares de Virolet-Croutelle (fermée) et de Lusignan.

## Histoire
La gare de Coulombiers est mise en service le 7 juillet 1856 par la Compagnie du chemin de fer de Paris à Orléans (PO), lorsqu'elle ouvre à l'exploitation la section de Poitiers à Niort du chemin de fer vers La Rochelle et Rochefort. Station intermédiaire, elle est située entre celles de Saint-Benoît et de Lusignan,.
Elle est fermée au service des voyageurs au cours du XXe siècle.